# Delmar (Wisconsin)
Delmar è un comune degli Stati Uniti, situato in Wisconsin, nella Contea di Chippewa.